# Wilhelm Prinzhorn (Lehrer, 1824)

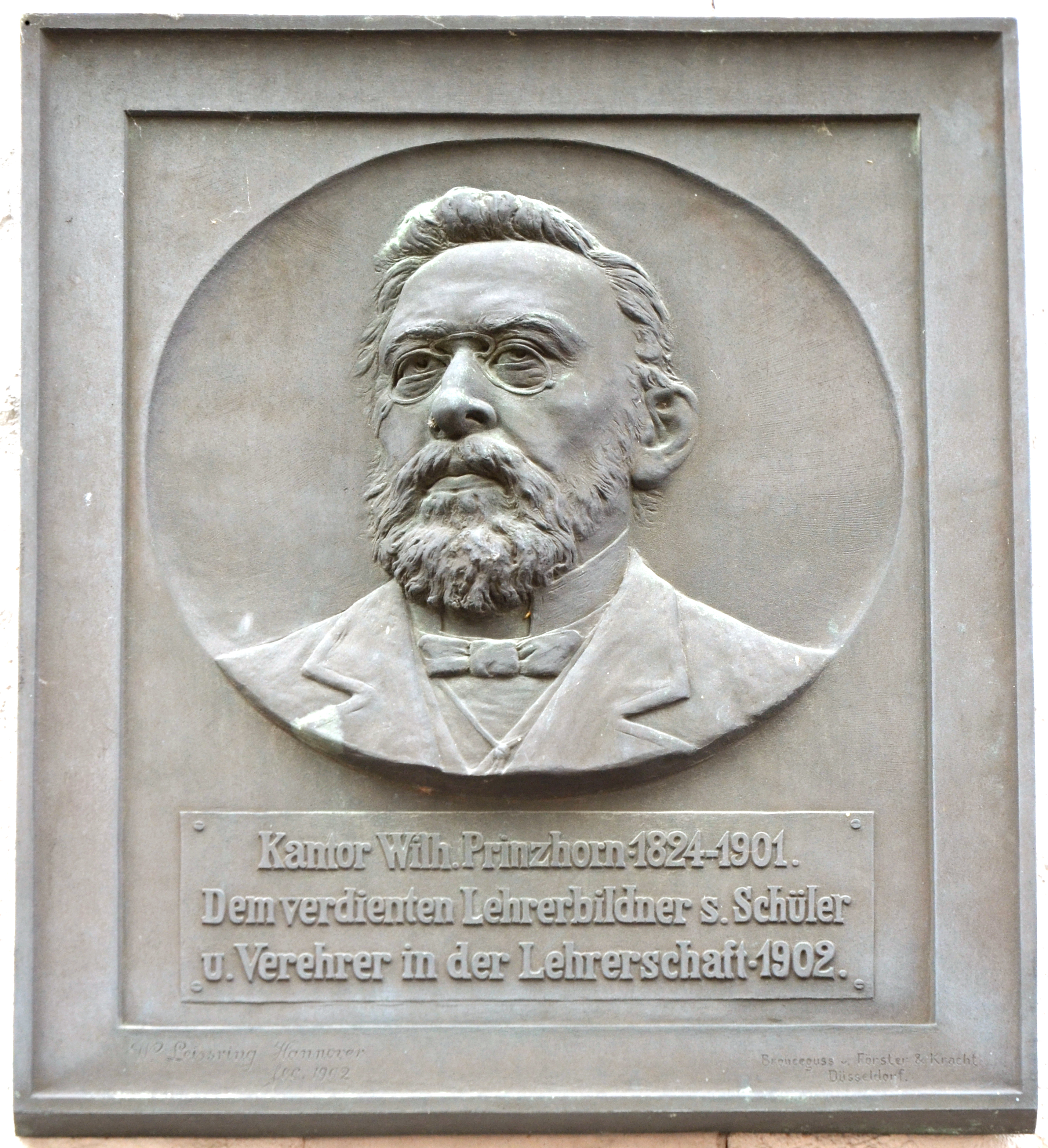
Gedenktafel für Wilhelm Prinzhorn am Haus Spittaplatz 1 und 2 in Burgdorf;
1902 von Wilhelm Leissring in Hannover entworfen, gegossen von Förster & Kracht in Düsseldorf

Wilhelm Prinzhorn (vollständiger Name Johann Konrad Wilhelm Prinzhorn; * 21. Juni 1824 in Kolenfeld bei Wunstorf; † 13. Februar 1901 in Burgdorf in der heutigen Region Hannover) war ein deutscher Lehrer.

## Leben
Wilhelm Prinzhorn wirkte als Kantor und unterrichtete zu Beginn der Industrialisierung im Königreich Hannover als Hauptlehrer in den Elementarklassen der 2. Knabenschule in Burgdorf. 1850 teilte er sich den Unterricht mit Carl Scharlemann. Dieser richtete 1855 in Burgdorf eine Präparandenanstalt ein, die angehende Pädagogen auf die Weiterbildung in einer der acht auf dem Gebiet des Königreichs betriebenen Lehrerseminare vorbereitete. Nach dem Tod Scharlemanns im Jahr 1862 übernahm Prinzhorn die Leitung der Anstalt.
Prinzhorn leitete viele Jahre als Vorsitzender den Provinzial-Lehrerverein der preußischen Provinz Hannover, bevor er im Alter von 77 Jahren starb.